# Tomory Jenő
Tomory Jenő (született Stanisits, Hódmezővásárhely, 1872. június 13. — Budapest, 1929. november 25.) magyar író, költő, újságíró, műfordító, nemzetgyűlési képviselő.

## Élete
Szerb származású szülőktől született. A középiskolát Szegeden végezte a kegyesrendi gimnáziumban, ezután Debrecenben a mai Debreceni Egyetemen jogot végzett.
Már 18 éves joghallgatóként hírlapírással kezdett foglalkozni, először a Debreceni Ellenőrnél jelentek meg versei és színházi kritikái. Később Kecskemétre költözött, ahol egészen fiatalon bekerült a városi törvényhatósági bizottságba. A függetlenségi eszmék lelkes híveként felelős szerkesztője lett a Függetlenségi és 48-as párt hivatalos, kecskeméti kiadású lapjának, a Függetlenség című napilapnak. Ilyen minőségében barátságot kötött olyan politikusokkal, mint Ugron Gábor, Bartha Miklós, Holló Lajos és Bartók Lajos. Többször felajánlották neki a képviselő-jelöltséget, de ezeket mindig visszautasította. Tárcákat a Budapesti Hírlapnál kezdett publikálni, és hamar alkalmazni kezdték sok fővárosi újságnál, a Magyarország című lapnál például tíz évig volt állandó tárcaíró. 1899-től kezdve több novelláskötetet és regényt jelentetett meg, irodalmi munkássága elismeréséül a Petőfi Társaság tagjává választotta.
Az 1920-as nemzetgyűlési választáson a csengeri kerületben nyert, a Függetlenségi Kisgazda-, Földmíves és Polgári Párt programjával, de 1922-ben ugyanebben a kerületben már nem választották meg. A Házban főleg szociálpolitikai kérdésekkel foglalkozott. Öt nyelven beszélt, körbeutazta a világot, csak Ausztráliában nem járt. Szegényen halt meg Budapesten 1929-ben, a sajtó szerint éhen halt.

## Irodalmi munkássága
Műfordítóként szerbről (Jovan Zmaj) magyarra és oroszról (Alekszej Tolsztoj) magyarra fordított, emellett Petőfi műveit fordította szerbre.

### Művei
- Mese egy szomorú asszonyról (elbeszélések, 1899)
- Havasi történet (elbeszélések, 1900)
- Krasznahorka vára (költemények, 1903)
- Szárhegyi galambok (elbeszélések, 1905)
- Egy család drámája (regény, 1907)
- Elmúlt a nyár (elbeszélések, 1926)